# 荷台
荷台（にだい、英: Loading platform）はトラックや自転車の荷物をのせる台のこと。

## トラックにおける荷台
トラックでは架装されている荷台によって輸送能力が変化する。
荷台の種類として、
- 平ボディ
- バン
- 幌車
- 冷蔵・冷凍

があげられる。